# Província de Balkh

Situació

La província de Balkh (بلخ) és una divisió administrativa de l'Afganistan al nord del país, que deriva el seu nom de la ciutat antiga de Balkh. La capital és Mazar-e Xarif.
Té una superfície de 17.249 km² i una població d'1.123.948 habitants el 2006.
La població és de majoria tadjik i com a llengües es parlen el dari persa (50%), el paixtu (27%), el turkmen (11,9%) i l'uzbek (10,7%).

## Districtes
| Districte          | Capital | Població | Àrea | Notes                                |
| ------------------ | ------- | -------- | ---- | ------------------------------------ |
| Districte de Balkh |         | 97.055   |      |                                      |
| Chahar Bolak       |         | 69.975   |      |                                      |
| Chahar Kint        |         | 32.306   |      |                                      |
| Chimtal            |         | 81.311   |      |                                      |
| Daulatabad         |         | 79.638   |      |                                      |
| Dihdadi            |         | 66.009   |      |                                      |
| Kaldar             |         | 17.932   |      |                                      |
| Khulmi             |         | 49.207   |      |                                      |
| Kishindih          |         | 49.083   |      | Sub-dividit el 2005                  |
| Marmul             |         | 9.510    |      |                                      |
| Mazar-e Xarif      |         | 375.181  |      |                                      |
| Nahri Shahi        |         | 38.791   |      |                                      |
| Sholgara           |         | 85.269   |      |                                      |
| Shortepa           |         | 30.314   |      |                                      |
| Zari               |         | 42.367   |      | Creat el 2005, segregat de Kishindih |